# NeonPunch
NeonPunch (hangul: 네온펀치) foi um grupo feminino sul-coreano formado pela A100 Entertainment. A formação consistia originalmente em Dayeon, Terry, Baekah, May e Iaan, e elas lançaram seu primeiro mini-álbum Moonlight em 27 de junho de 2018. Terry deixou o grupo em janeiro seguinte e foi substituída por Dohee. NeonPunch lançou seu segundo e último mini-álbum Watch Out em 30 de janeiro de 2019, e o grupo se desfez em 11 de agosto de 2020.

## História

### Pré-estreia
Em 7 de fevereiro de 2017, a A100 Entertainment anunciou que faria seu primeiro projeto de girl group por meio de seu canal no YouTube e começou a fazer o upload de covers do grupo. Houve um número variado de integrantes ao longo do projeto que sempre foram mascaradas e mantiveram suas identidades em segredo enquanto faziam os covers. O número de membros mudou até restarem apenas cinco integrantes e formaram a formação final. Em 2 de outubro, a A100 anunciou que seu girl group será chamado de "NeonPunch" e apresentou as integrantes através de um teaser para seu reality show antes da estreia. As integrantes eram Dayeon, Hajeong, Baekah, Arang e Iaan. NeonPunch fez um teste para o reality show da JTBC, Mix Nine, mas apenas Baekah passou na fase de audição e chegou ao show.
Em 13 de abril de 2018, a A100 anunciou que o NeonPunch seria o novo modelo da marca de beleza DPC. Os membros do grupo eram Baekah, Dayeon e Iaan com as novas integrantes May e Terry. O grupo teve seu debut anunciado para final de maio. Em 8 de maio, A100 anunciou que a estreia foi adiada para junho, e as cinco membros Baekah, Dayeon, Iaan, May e Terry foram confirmadas como as membros finais do NeonPunch. NeonPunch realizou performances na China e na Coreia do Sul.

### 2018: Estreia comMoonLight
Em 27 de junho de 2018, NeonPunch lançou seu primeiro single, MoonLight, junto com o single principal de mesmo nome. Em 30 de junho, elas fizeram sua estreia oficial no programa de música da MBC Show! Music Core.
Em 4 de outubro, a A100 anunciou que Terry havia feito uma pausa por motivos pessoais e não havia explicado mais nada.

### 2019-2020: A saída de Terry, Watch Out e disband
Em 16 de janeiro de 2019, a A100 revelou que Terry deixaria o grupo permanentemente por motivos de saúde. Em seu lugar, entrou a nova integrante Dohee, que se juntou ao grupo antes do novo lançamento do grupo em janeiro.
Em 30 de janeiro, o NeonPunch lançou seu segundo mini-álbum "Watch Out" e seu primeiro single "TicToc".
Em 10 de agosto de 2020, a empresa anunciou o encerramento das atividades do grupo devido às dificuldades ocasionadas pela pandemia de COVID19.

## Integrantes

### Integrantes atuais
- Dayeon (hangul: 다연) - Líder
- Baekah (hangul: 백아)
- May (hangul: 메이)
- Iaan (hangul: 이안)
- Dohee (hangul: 도희)

### Ex-integrantes
- Terry (hangul: 테리)

## Discografia
| Título    | Detalhes do álbum | Posições nos Charts | Vendas |
| Título    | Detalhes do álbum | COR                 | Vendas |
| --------- | --- | ------------------- | ------ |
| MoonLight | - Lançamento: 27 de junho de 2018 - Gravadora: A100 Entertainment, Genie Music - Formatos: CD, download digital Lista de faixas 1. MoonLight 2. MoonLight (versão em Chinês) 3. Moon Light (Instrumental) | 37                  | —      |
| Watch Out | - Lançamento: 30 de janeiro de 2019 - Gravadora: A100 Entertainment, Genie Music - Formatos: CD, download digital Lista de faixas 1. Watch Out (Intro) 2. Tic Toc 3. Like it 4. Goodbye 5. My Friends     | 45                  | —      |

### Singles
| Título                                                                                                | Ano  | Posições nos Charts | Vendas (DL) | Álbum     |
| Título                                                                                                | Ano  | COR                 | Vendas (DL) | Álbum     |
| --- | ---- | ------------------- | ----------- | --------- |
| "MoonLight"                                                                                           | 2018 | —                   | —           | MoonLight |
| "Tic Toc"                                                                                             | 2019 | —                   | —           | Watch Out |
| "—" denota itens que não conseguiram entrar nas tabelas musicais ou não foram lançados no território. |      |                     |             |           |

## Filmografia

### Vídeos musicais
| Ano  | Título      | Diretor(es) |
| ---- | ----------- | ----------- |
| 2018 | "MoonLight" | N/A         |
| 2019 | "Tic Toc"   | N/A         |

## Prêmios

### The 25th Korean Entertainment Arts Awards
| Ano  | Categoria         | Resultado |
| ---- | ----------------- | --------- |
| 2019 | "Rookie Feminino" | Venceu    |